# Dementes
Dementes es el decimocuarto álbum de la banda de Rock española Reincidentes. También fue el último álbum del grupo editado por Locomotive Music.

## Lista de canciones
1. La Republicana
2. ¡Sahara Adelante!
3. La Ciudad de los sueños
4. Tiempo de avanzar
5. Libre
6. Aceh
7. Caos Emergente
8. Nadia
9. Buscando a Curro
10. Insomne
11. Reina de la noche
12. Dentro
13. Vuestro País
14. Si estás tú
15. Locos de atar